# Ampelophaga rubiginosa
Espèce
Ampelophaga rubiginosa est une espèce de lépidoptères (papillons) de la famille des Sphingidae, de la sous-famille des Macroglossinae, de la tribu des Macroglossini, et du genre Ampelophaga.

## Description
L'envergure est de 72-100 mm.

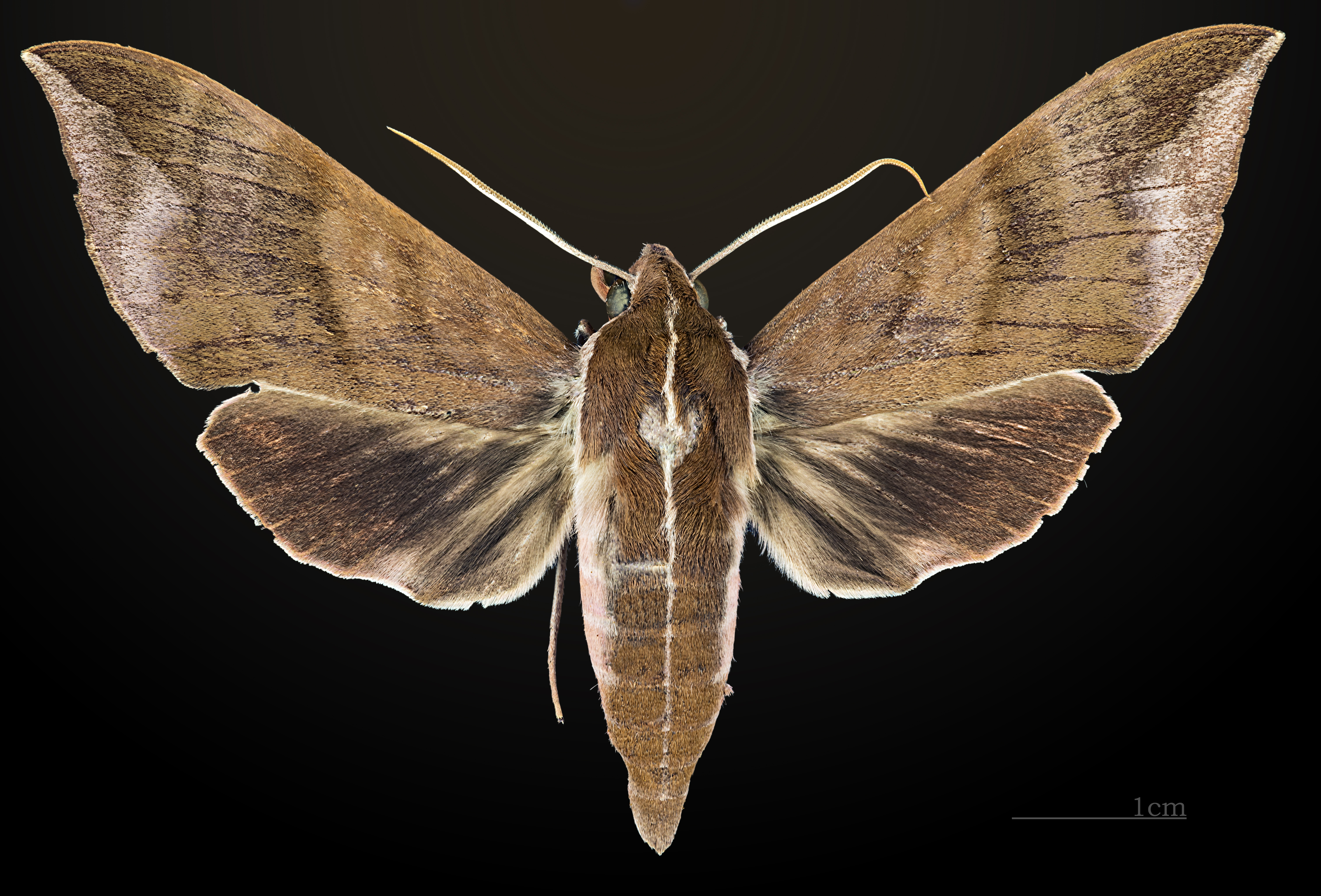
Face dorsale du mâle MHNT
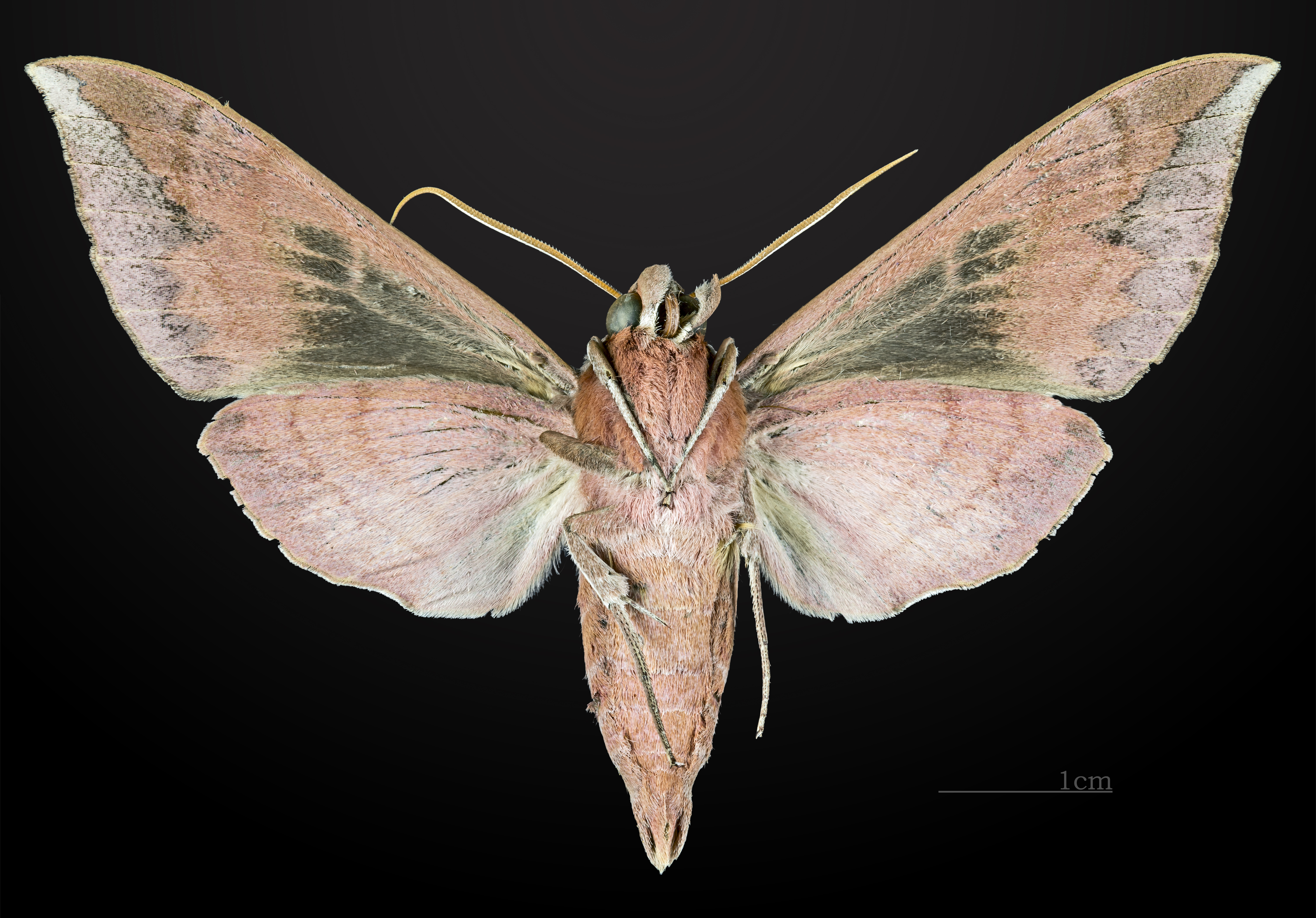
△ revers du mâle MHNT
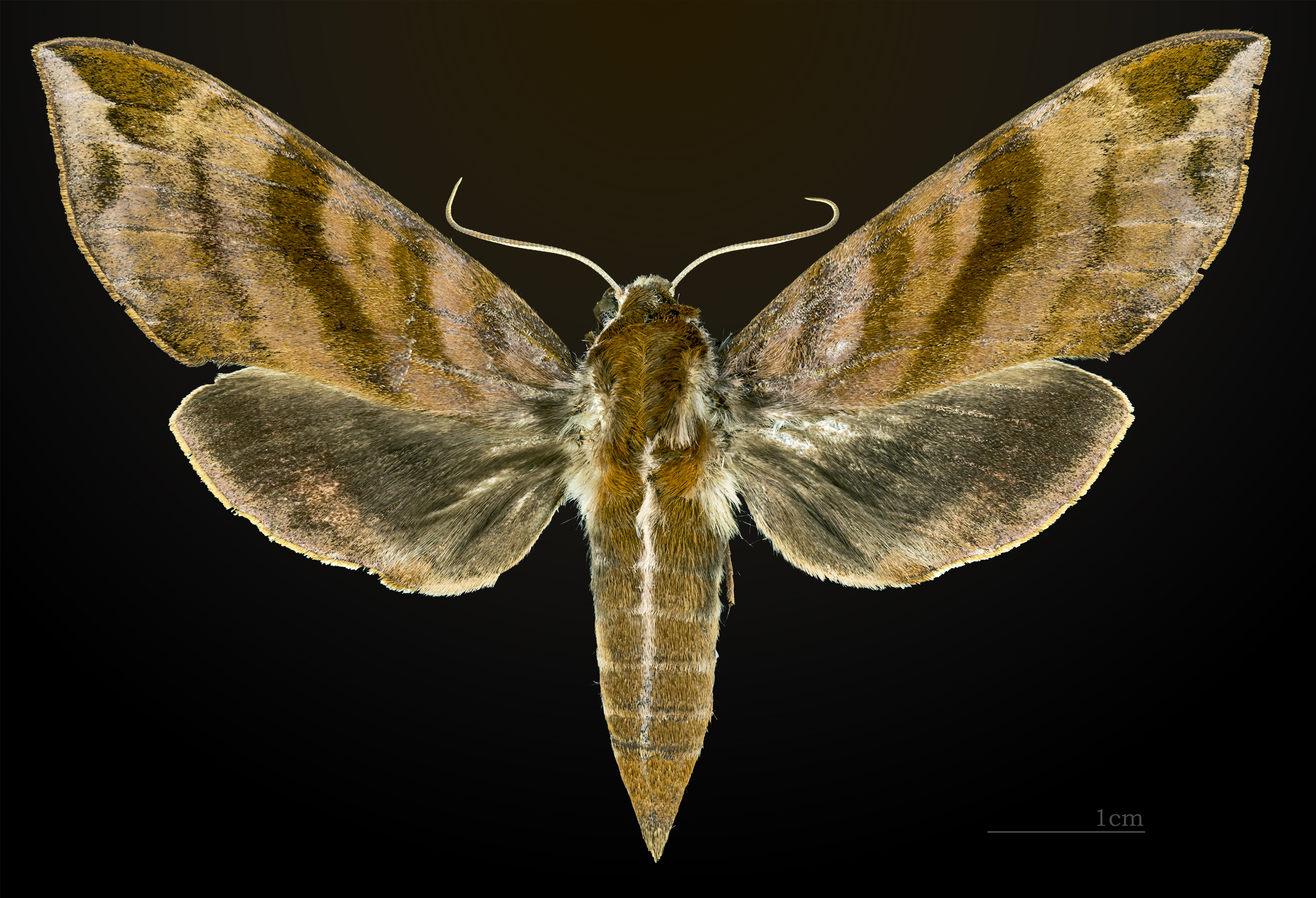
Face dorsale de la femelle MHNT
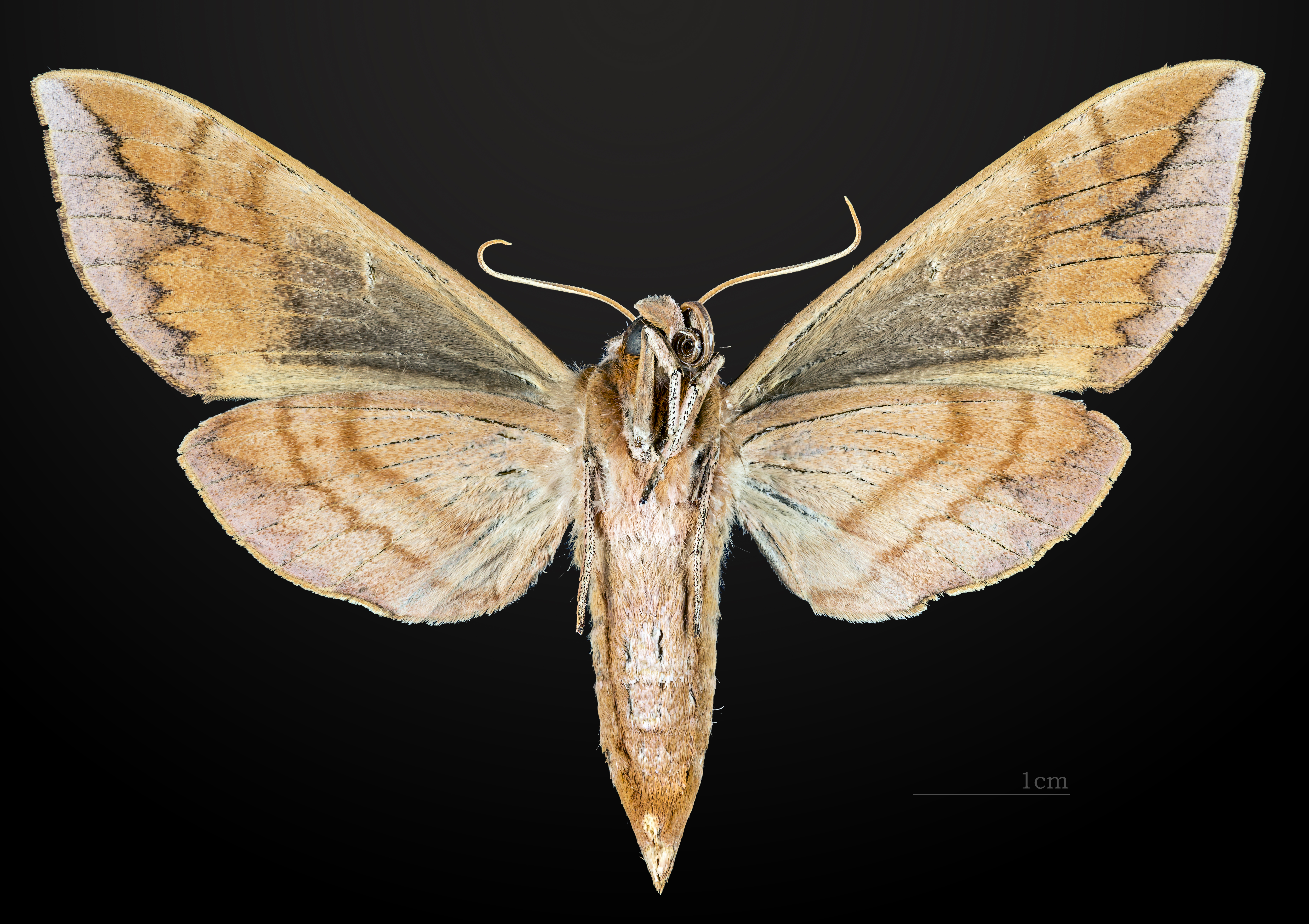
△ revers de la femelle MHNT

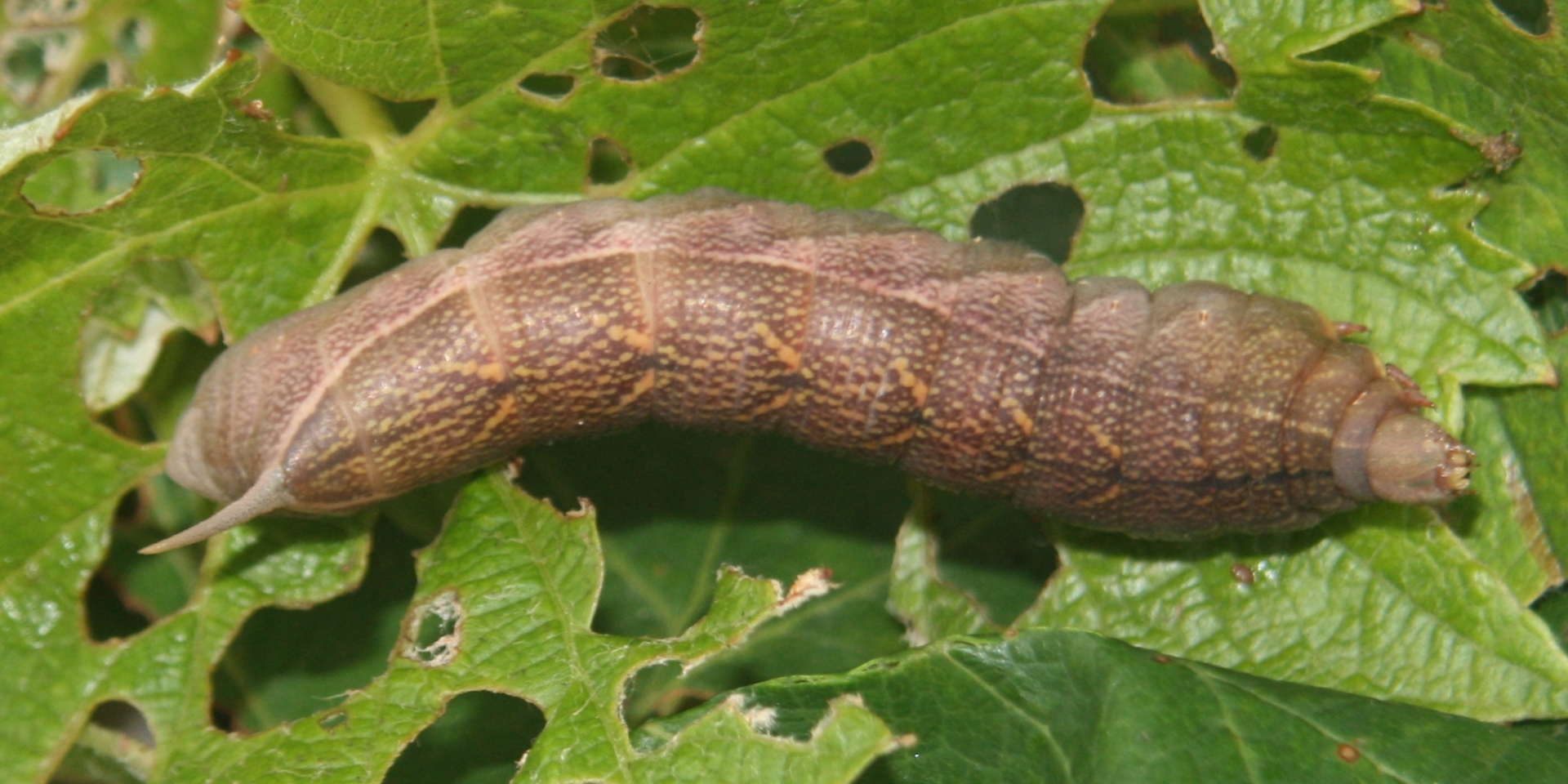
La chenille
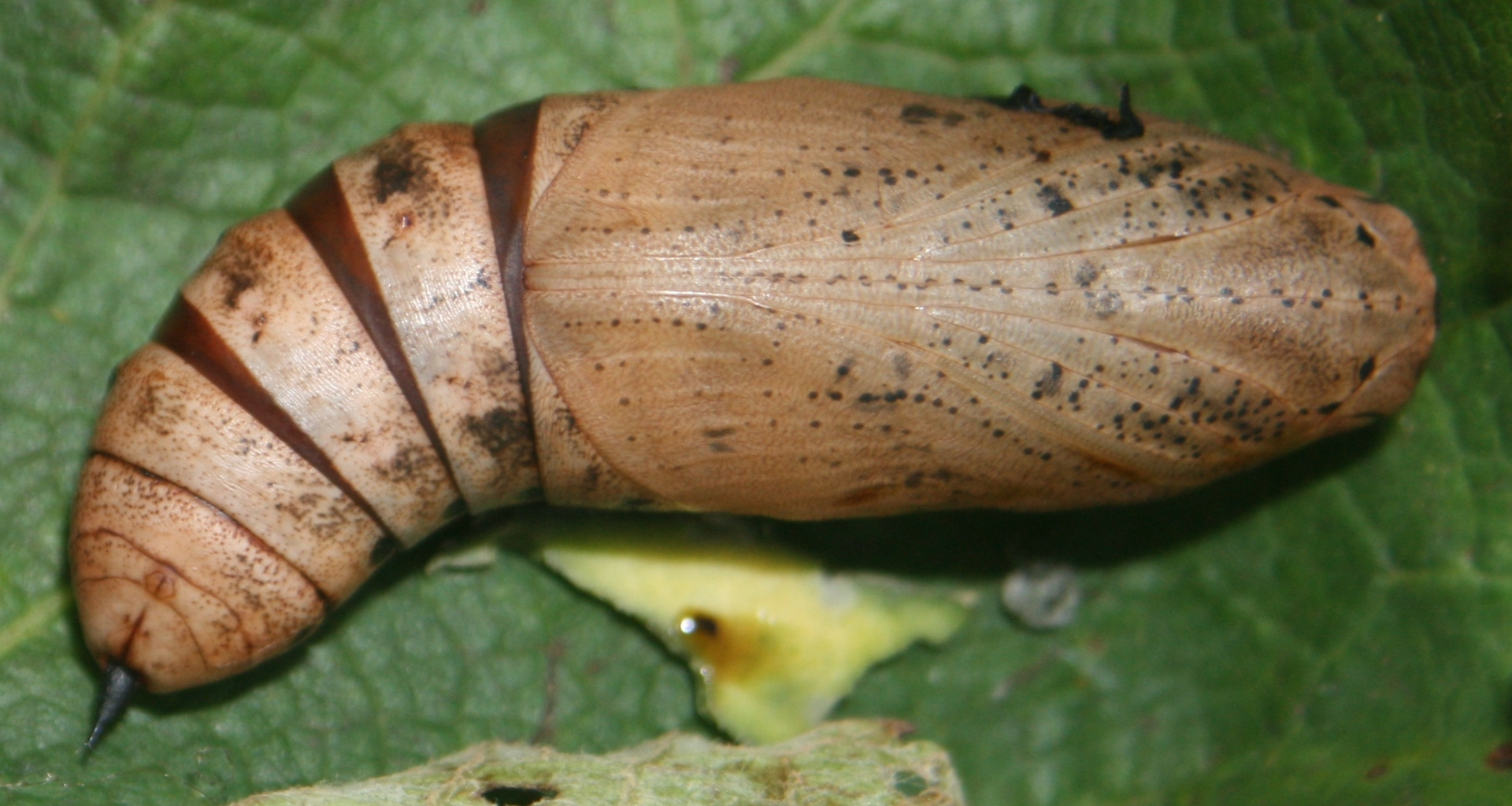
La chrysalide

## Répartition et habitat
Répartition
L'espèce est connue du nord-est de l'Afghanistan à l'est autour de la marge sud de l'Himalaya au Yunnan, puis dans toute la Chine à l'Extrême-Est de la Russie, dans  la péninsule coréenne et au Japon, mais également au sud à travers la Thaïlande et le Vietnam, à Sumatra et à la Malaisie péninsulaire.

## Biologie
Il y a une génération par an dans le nord-est de la Chine, les adultes volent de juin à août. Plus au sud, il peut y avoir jusqu'à trois générations par an. À Shanghai, les adultes volent de février à octobre. En Corée, ils se trouvent à partir de début mai à début août.
Les chenilles se nourrissent sur les Vitaceae (y compris Cayratia, Parthenocissus et Vitis), Hydrangea paniculata et Saurauia.

## Systématique
- L'espèce Ampelophaga rubiginosa a été décrite par les entomologistes Otto Vasilievich Bremer et William Grey en 1853[1].

### Synonymie
- Ampelophaga romanovi (Staudinger, 1887)
- Deilephila romanovi Staudinger, 1887
- Ampelophaga fasciosa Moore, 1888
- Ampelophaga iyenobu Holland, 1889
- Ampelophaga khasiana malayana Rothschild & Jordan, 1915[2]
- Ampelophaga alticola Mell, 1922
- Ampelophaga hydrangeae Mell, 1922
- Ampelophaga marginalis Matsumura, 1927
- Ampelophaga submarginalis Matsumura, 1927

### Taxinomie
Sous-espèces

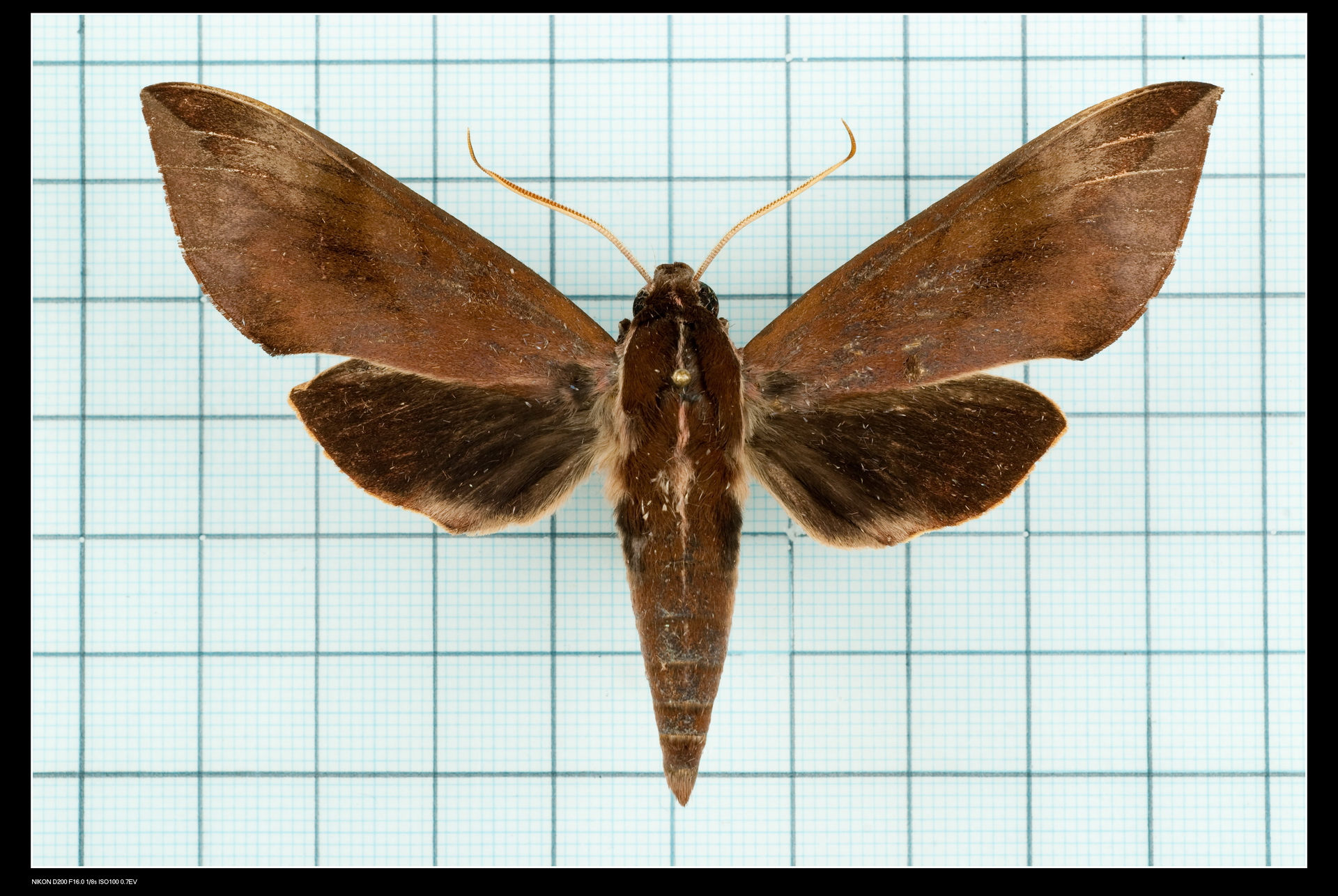
Ampelophaga rubiginosa myosotis

- Ampelophaga rubiginosa rubiginosa
- Ampelophaga rubiginosa Lohita Kishida & Yano 2001 (Japon (Kyushu et l'archipel Ryukyu))
- Ampelophaga rubiginosa myosotis Kitching & Cadiou 2000 (USA)[3].